# 8-й гусарский полк (Великобритания)
8-й Его Величества королевский ирландский гусарский полк (англ. 8th King's Royal Irish Hussars) — кавалерийский, позднее танковый, полк Британской армии. Сформирован в 1693 году. Он служил на протяжении трёх столетий, включая Первую и Вторую мировые войны. Полк пережил послевоенное сокращение сил и отличился в сражениях Корейской войны, затем был рекомендован к объединению в Белой книге по обороне 1957 года, подготовленной Дунканом Сэндисом. В 1958 году полк был объединён с 4-м собственным Её Величества гусарским полком, образовав Её Величества королевский ирландский гусарский полк.

## История

### Создание иВойна за испанское наследство
Полк был впервые сформирован Генри Конингемом как Генри Конингема полк драгун (Henry Conyngham’s Regiment of Dragoons) в Дерри в 1693 году. Драгуны служили дома, формируясь из «Ирландского учреждения» (Irish Establishment), но в 1704 году были направлены в Испанию для участия в Войне за испанское наследство.
Полк участвовал в стычке под Танаритом, в которой был убит Генри Конингем: Роберт Киллигрю принял командование, но также был убит в битве при Альмансе в апреле 1707 года. Под командованием нового полковника, Джона Пеппера, драгунский полк разгромил испанский кавалерийский полк в битве при Альменаре в июле 1710 года и, согласно традиции, завладел перевязями (панталерами) вражеского полка. За это полк получил прозвище «Драгуны с перевязями» (англ. Crossbelt Dragoons), которое он носил долгие годы. Полк был взят в плен в полном составе в битве при Бриуэге в декабре 1710 года.

### Расформирование и воссоздание (1713—1796)
Полк вернулся домой и был расформирован в 1714 году. В 1715 году он был вновь воссоздан и отправлен в Шотландию для участия в подавлении восстаний якобитов 1715 и 1745 годов. Затем полк вернулся в Ирландию, где в 1751 году был официально назван 8-м полком драгун (8th Regiment of Dragoons) и впервые пронумерован как 8-й драгунский полк. В 1775 году кавалеристы получили свое первое название «8-й Его Величества королевский ирландский лёгкий драгунский полк» (8th King’s Royal Irish Light Dragoons). В 1777 году полк был переименован в честь короля Георга III в 8-й (Его Величества королевский ирландский) полк (лёгких) драгун (8th (The King’s Royal Irish) Regiment of (Light) Dragoons). В 1794 году полк был переброшен в Нидерланды для участия во Фландрской кампании и принял участие в стычке при Бусбеке, где захватил французские пушки. Получив от короля Георга III указание носить снаряжение из буйволовой кожи (buff) в знак уважения, полк вернулся в Англию в ноябре 1795 года.

### Южная Африка, Индия и мир (1796—1854)
Полк был направлен в Южную Африку для борьбы с бурами в 1796 году, затем переведён в Северную Африку и в 1802 году отправился в Индию, чтобы подавить действия махараджей Даулата Шинде и Яшванта Рао I. Полк участвовал в битве при Ласвари в ноябре 1803 года: Шинде был разбит, а Яшвант Рао I покорился после гибели 3000 его людей в битве при Фаракхабаде в 1805 году; мирный договор был подписан в январе 1806 года. Затем полк штурмовал две крепости, принадлежавшие мятежным пиндари в сентябре 1812 года. В 1814 году полк выступил против гуркхов, стремившихся расширить границы Непала. Полковник Ролло Гиллеспи был убит в бою при Калунге: его конь, Чёрный Боб, стал талисманом полка. В 1818 году полковник полка, сэр Банастр Тарлетон, получил приказ о преобразовании полка в гусарский полк, переименованный в 8-й (Его Величества королевский ирландский) полк (лёгких) драгун (гусар) (8th (The King’s Royal Irish) Regiment of (Light) Dragoons (Hussars)). Полк вернулся в Англию в 1819 году. Полк сопровождал королеву Викторию и принца-консорта Альберта во время их первого визита в Дублин в 1849 году.

### Крымская война
Во время Крымской войны полк входил в состав Лёгкой бригады. Полк отплыл из Плимута в начале марта 1854 года. Для доставки их в Чёрное море потребовалось пять кораблей. Первыми отплыли «Эчунга», «Мэри Энн» и «Падающая звезда», за ними 1 мая последовали «Медора» и «Уилсон Кеннеди». Следующее сражение произошло у реки Альма в сентябре 1854 года, и 8-й гусарский полк был удостоен боевой чести за убедительное поражение противника. 28 сентября, получив сообщение о том, что русские войска находятся перед городом Балаклава, 8-й отряд, составлявший эскорт лорда Раглана под командованием капитана Четуода (Chetwode), был выведен в боевой порядок. Затем подошла конная артиллерия и открыла огонь, заставив русских бросить все свои повозки и бежать с места событий. Было захвачено около 70 повозок и телег, некоторые из них содержали только боеприпасы для стрелкового оружия, которые были уничтожены. В остальных повозках находился чёрный хлеб. Войскам было разрешено грабить те подводы, в которых не было ничего ценного для комиссариата. В результате уже через несколько минут земля была усеяна различными предметами одежды: гусарскими мундирами, меховыми плащами, париками. Кареты, по слухам, принадлежали свите князя А. С. Меншикова. После этого боя до 25 октября полк нес патрульную и аванпостную службу, размещаясь вблизи виноградников и амбаров с водой, кукурузой, сеном и топливом.
В октябре произошло Балаклавское сражение и атака лёгкой бригады. Сражение началось, когда 25 000 русских попытались захватить Балаклаву — единственный порт британской армии, который защищали 93-й хайлендский пехотный полк, некоторое число турок и кавалерийская дивизия. Подполковник Шервелл возглавил 8-й Его Величества королевский ирландский гусарский полк, запретив двум солдатам достать из ножен свои сабли в атаке, потому что они «опозорили полк, закурив в присутствии врага». Поход сквозь перекрестный огонь русских орудий ярко описан лейтенантом С. Калторпом, адъютантом 8-го гусарского полка.
Темп нашей кавалерии увеличивался с каждым мгновением, пока они не понеслись по долине, заставляя землю дрожать под ними. Они неслись вперед, навстречу смерти, не обращая внимания ни на что, кроме цели своей атаки. В конце концов они добрались до орудий, их ряды сильно поредели, но те немногие, что остались, произвели страшный хаос среди артиллерии противника.
В составе второй волны атаки бригады 8-й полк находился в одной линии с 4-м лёгким драгунским полком и, продвигаясь в поддержку, попал под обстрел. Раненые люди и лошади из передовых эскадронов постоянно вырывались вперед, делая строй неустойчивым. С увеличением темпа 4-й полк не был остановлен своими офицерами, и линии разошлись. Несмотря на падение людей и лошадей, полк миновал остатки батареи в долине. 8-й полк пробился через линию русских артиллеристов к остаткам первой линии, не подозревая, что рядом находится русская бригада лёгкой кавалерии. Сводный полк русских улан подполковника Еропкина наступал сзади, когда 8-й гусарский полк попал под перекрёстный огонь пехоты и потерял половину своих людей. Остатки бригады, насчитывавшие около 70 человек, сгруппировались. Они решили атаковать русских улан, и в конце концов сбили их. Теперь бригада могла отступить, 8-й полк продолжил движение к исходной позиции, за ним последовали все остальные всадники других полков, и, поскольку их лошади были подорваны или ранены, они отстали. К русским вернулась уверенность в себе, и они преследовали расстроенные британские формирования. Офицеры 8-го полка отозвали людей, освободив землю для артиллерийского огня, что дало многим возможность спастись. В итоге два офицера и 19 рядовых были убиты, два офицера и 18 рядовых ранены. Один офицер и семь рядовых были взяты в плен.
Битва при Инкермане была выиграна пехотой в ноябре, когда наступила суровая зима 1854—1855 годов, и в ней погибло 9000 человек. Однако потеря этих людей не помешала 8-му гусарскому полку одержать победу над русскими при Керчи. В сентябре 1855 года Севастополь пал, продержавшись почти год, а в марте 1856 года был подписан Парижский мирный договор.

### Восстание сипаев
8-й полк провёл год в Англии, но был призван в Индию для помощи в подавлении индийского восстания 1857 года и был готов к войне в феврале 1858 года. Самое известное событие войны произошло три месяца спустя в крепости Гвалиоре, когда эскадрон 8-го под командованием капитана Хениджа сразился с крупными индийскими силами под командованием рани Лакшмибаи, пытавшимися покинуть территорию. 8-й гусарский полк ворвался в ряды противника, уничтожил множество индийских солдат, захватил два орудия и продолжил наступление прямо через лагерь Пхул Багх. Лакшмибай, правительница (рани) княжества Джханси, одетая как предводитель кавалерии, была тяжело ранена. Она не хотела, чтобы британцы захватили её тело, поэтому велела отшельнику сжечь её тело. Генерал Хью Роуз наградил полк четырьмя Крестами Виктории в соответствии с пунктом 13 ордера на Крест Виктории. Это означало, что один офицер, один сержант и два капрала или солдата должны были быть избраны своими товарищами на получения ордена, как самые достойные. В качестве награждённых были выбраны капитан К. У. Хенидж, сержант Дж. Уорд, Фр. Г. Холлис и рядовой Дж. Пирсон. Приказ о награждении был опубликован в «The London Gazette» от 28 января 1859 года.
Оставшийся год мятежа прошел в преследовании повстанцев. 5 сентября 1858 года эскадрон «D» 8-го гусарского полка настиг противника у Биджапора, нанеся ему тяжёлые потери. Из 850 вражеских солдат, участвовавших в сражении, на поле боя было насчитано не менее 450 тел. 8 сентября 1858 года в бою при Биджапоре, когда оба офицера, прикомандированные к взводу, были выведены из строя, сержант-майор Джеймс Чемпион, хотя и был тяжело ранен в самом начале боя, продолжал выполнять свой долг и ранил нескольких врагов. За этот поступок он тоже был награждён Крестом Виктории. С этого момента и до 21 мая 1859 года, когда штабной отряд достиг Нассерабада (ныне Насирабад округа Аджмер), все войска находились в поисках повстанцев. За время пребывания в Индии 8-й полк прошел две кампании в жаркую погоду, штабной взвод 300 раз менял лагерь и совершил более 3000 миль марша, а некоторые другие взвода прошли почти 4000 миль. Достигнув Мирута в феврале 1861 года, полк пережил эпидемию холеры, в которой потерял двух офицеров и тридцать одного человека. В 1861 году название полка было упрощено до 8-й (Его Величества королевский ирландский) гусарский полк (8th (The King’s Royal Irish) Hussars).

### Ирландия
8-й гусарский полк базировался в Керраге (Curragh) в графстве Килдэр, Ирландия, в период с 1869 по 1875 год. В 1994 году зритель, наблюдавший за тренировкой скаковых лошадей на Керраге, заметил небольшой кусок металла, выброшенный из грязи копытами скачущей мимо лошади — это оказался Крест Виктории (VC) без планки. Предполагается, что он был одним из четырёх, которыми были награждены гусары 8-го полка, поскольку в то время и до 1881 года солдаты должны были носить все свои награды во время службы. Орден мог принадлежать либо Джорджу Холлису, либо Джону Пирсону, поскольку два других Креста Виктории, имевшихся у кавалеристов полка на тот период, были учтены. Коллекция наград Пирсона, включая его Крест Виктории, была впоследствии продана на аукционе в 2004 году.
Будущий фельдмаршал сэр Джон Френч, гордившийся своим ирландским происхождением, несмотря на то, что его семья жила в Англии с XVIII века, в феврале 1874 года был произведен в лейтенанты 8-го Его Величества королевского ирландского гусарского полка, хотя и не было никаких свидетельств того, что он когда-либо служил в нём. В марте 1874 года он перевёлся в 19-й королевский гусарский полк, возможно, потому, что он мог позволить себе тратить 500—600 фунтов стерлингов в год, которые требовал его новый полк. Его биограф Ричард Холмс писал, что 8-й Его Величества королевский ирландский гусарский полк в то время имел репутацию дорогостоящего полка для младших офицеров, которые должны были вести демонстративно затратный образ жизни на службе. Так, они иногда пили кларет на завтрак.

### Афганистан и Вторая англо-бурская война
Полк вернулся в Индию в 1879 году, а затем отправился в Афганистан для пополнения армии лорда Робертса, участвовавшей во Второй англо-афганской войне. Полк вернулся домой в 1889 году. В октябре 1899 года началась война между Соединённым королевством Великобритании и Ирландии и бурскими республиками Трансвааль и Оранжевым Свободным Государством. Полк отплыл в Южную Африку на судне SS Norseman в феврале 1900 года и прибыл в Кейптаун в начале следующего месяца. Вместе с 7-м драгунским гвардейским полком и 14-м гусарским полком они сформировали 4-ю кавалерийскую бригаду под командованием бригадного генерала Диксона. 1 мая 1900 года буры заняли сильную позицию у Хаутнека, где силы Яна Гамильтона столкнулись с жестким сопротивлением. В телеграмме от 2 мая лорд Робертс сказал: «Гамильтон высоко оценивает заслуги 8-го гусарского полка под командованием полковника Клоуса и полка улан, которые вошли в бригаду Бродвуда и помогли заставить буров эвакуировать свои позиции».
Затем 8-й полк вместе с 14-м гусарским полком и батареей «М» под командованием полковника Махона двинулся из Мачадодорпа в Гейдельберг. 13 октября Махон «вступил в сильное сражение у Гелука с корпусом из 1100 человек при четырёх орудиях». Махону удалось удержать позицию до тех пор, пока ему на помощь не пришли войска под командованием Джона Френча, когда буры, понеся некоторые потери, были отброшены в юго-восточном направлении. 8-й полк потерял двух офицеров, лейтенантов П. А. Т. Джонса и Ф. Х. Уильяма и семь человек рядовых. Два офицера и восемь солдат были ранены. Восемь офицеров и 8 унтер-офицеров были упомянуты в заключительных депешах лорда Робертса от 2 апреля и 4 сентября 1901 года. В первые три месяца 1901 года 8-й полк находился в колонне полковника Чарльза Эдмонда Нокса, в один из моментов дойдя до границы со Свази.
На более поздних этапах войны основными местами действий полка были Восточный Трансвааль и границы Зулуленда. Во время войны лорд Китченер упомянул одного офицера и одного унтер-офицера, а в заключительной депеше были добавлены имена 4 офицеров, 2 унтер-офицеров и 1 рядового. Полковник Ле Галле из 8-го гусарского полка отлично проявил себя в качестве командира конной пехоты; он пал 6 ноября 1900 года после того, как нанёс поражение де Вету при Ботавиле. Полковник Махон, также старый член полка, прославился тем, что возглавил колонну помощи при осаде Мафикенга. После возвращения в Англию 8-й кавалерийский корпус более шести лет не участвовал в боевых действиях, прежде чем вернуться в Индию в августе 1914 года и прибыть в Амбалу в составе 3-й (амбальской) кавалерийской бригады. Они оставались в Индии в течение трёх месяцев, пока не были отозваны в связи с началом Первой мировой войны. 10 ноября 1914 года они прибыли в Марсель, где присоединились к 1-й индийской кавалерийской дивизии.

### Первая мировая война
8-й гусарский полк впервые вступил в окопы Западного фронта 9 декабря 1914 года, не успев принять участие в отступлении из Монса. Первые боевые действия 8-го полка произошли в декабре 1914 года в битве при Живанши (Givenchy). Бо́льшую часть времени они проводили, отправляя большие партии вперёд для рытья окопов, и так продолжалось всю войну. В мае 1915 года они приняли участие во Второй битве при Ипре, где немцы впервые применили хлорный газ. В сентябре 1915 года 8-й гусарский полк был переведён во 2-ю индийскую кавалерийскую дивизию.
Большинство потерь было вызвано антисанитарными условиями в окопах, а кавалерия находилась почти исключительно в резерве, ожидая «бреши», о которой постоянно предупреждали, но которую так и не использовали. В июле 1916 года королевские ирландские гусары сражались при Базентене, а в следующем месяце — в битве при Флерс-Курслете, причём оба сражения проходили в районе Соммы. Они вернулись в район Соммы в марте 1917 года, чтобы очистить небольшие очаги пулемётных гнёзд, оставленные отступающими немцами. Они приняли участие в последней конной атаке полка в битве при Вилер-Фоконе, когда эскадроны B и D при поддержке гаубичной батареи и двух бронеавтомобилей атаковали сильно обороняемую немецкую позицию. Эскадрон «B» атаковал, затем атаковал пешком (бронемашины были быстро выведены из строя) и отвлек на себя огонь противника. Эскадрон D атаковал и захватил деревню с небольшими потерями. Командир эскадрона, майор Ван дер Бил, был награжден за это орденом «За выдающиеся заслуги». В ходе этой операции были захвачены два пулемёта «Максим», которые с 1918 года используются в качестве украшения гауптвахт 8-го гусарского и последующих полков. Во время немецкого весеннего наступления 1918 года эскадрон «С» под командованием капитана Адлеркрона оборонял деревню Хервилли, пока не был вынужден отступить, но позже в тот же день вновь занял её, потеряв 66 человек убитыми и ранеными.
В марте 1918 года они были переведены в 9-ю кавалерийскую бригаду 1-й кавалерийской дивизии. 11 марта эскадрон D был поглощён остальными эскадронами. Немцы начали терпеть поражение вскоре после того, как союзники начали свое последнее наступление в августе. 8-го они сражались под Сен-Кантеном (операция «Михаэль»), Боревуаром и Камбре и преследовали их до Монса. 11 ноября 1918 года, находясь в лагере в Маффле возле города Ат, полк узнал о подписании перемирия. За четыре года войны в 8-м гусарском полку погибло 105 солдат и бесчисленное множество было ранено. Полк заказал мемориал в память о павших, который был выставлен, где только возможно, с момента его открытия и был дополнен именами тех, кто пал во Второй мировой и Корейской войнах, и теперь выставлен в полку-преемнике — Её Величества королевском гусарском полку.

### Интербеллум
8-й гусарский полк вернулся в Англию в 1919 году и почти сразу же отправился в Индию, где провёл менее года. Вскоре они получили приказ отправиться в Месопотамию, чтобы справиться с различными восстаниями местных жителей в Медали, которые они подавили, а оттуда перешли в Египет. В 1921 году полк был переименован в 8-й Его Величества королевский ирландский гусарский полк (8th King’s Royal Irish Hussars). В 1923 году полк вернулся в Йорк и с 1926 по 1929 год совершил трёхлетний тур в составе оккупационных войск в Германии. Затем они вернулись в Олдершот и получили свой первый автомобильный транспорт для пулемётного эскадрона. В 1934 году 8-й гусарский полк был переброшен в Аббассию в Египте. После 242 лет службы их особый солдатский стиль подошёл к концу; Королевские ирландские гусары заменили своих лошадей на 15-хандредвейтные пикапы Ford V8, оснащённые пулемётами Vickers-Berthier. Последний конный парад состоялся на Кумб Хилл в пустыне под Каиром 11 ноября 1935 года, где три сабельных эскадрона и конный оркестр «рысью, колесом и галопом» прошли перед главным командованием (GOC) Армии «Нила». В 1936 году полк помогал подавлять гражданские беспорядки в Палестине, а затем вернулся в Египет в составе Мобильных сил Матруха.

### Вторая мировая война

#### Северная Африка
В 1938 году полк был переведён в бригаду лёгкой кавалерии Мобильной дивизии (The Matruh Mobile Force), которая позже стала 7-й бронетанковой дивизией, прозванной «Крысами пустыни». Лёгкие танки появились в январе 1939 года, когда полк был переведён в Королевский бронетанковый корпус. Это были списанные танки из 7-го собственного Её Величества гусарского полка, и группа была преобразована в противотанковый взвод (Troop) на 15-хандредвейтных грузовиках. Перевод из линейной кавалерии в Королевский бронетанковый корпус состоялся в мае 1939 года, когда полк готовился к войне после вторжения Италии в Албанию. Впервые в качестве рабочей одежды вместо традиционной кавалерийской «шапки набок» стали носить чёрные береты. В августе 1939 года полк был отправлен в пустыню для подготовки позиций возле города Мерса-Матрух. В рамках подготовки были созданы бензохранилища, для чего припасы закапывались в песок с указанием места захоронения куском дерева и обозначением позиции на картах.
Полк участвовал в наступлении на 10-ю итальянскую армию в Северной Африке в июне 1940 года, через девять месяцев после начала Второй мировой войны. Сиди-Омар был захвачен сразу, форт Капуццо — через три дня, а затем форт Маддалена. 22 октября при поддержке 2-го батальона Собственного Её Величества камеронского хайлендского полка (Queen’s Own Cameron Highlanders) была предпринята атака на Мактилу. В рамках кампании против итальянских войск были проведены и другие операции, в том числе сражение у Сиди-Баррани, где было захвачено 14 000 пленных, и операция в Бардии. 5 января 1941 года полк захватил и занял аэродром Эль-Адем, а к 8 января 1942 года входил в состав сил, окружённых в Тобруке. В феврале 1941 года полк участвовал в решающем сражении при Беда-Фомме, в результате которого была взята в плен бо́льшая часть итальянских войск в Северной Африке. В марте 1941 года 8-й гусарский полк недолго служил в Греции, после чего вернулся в Северную Африку в составе 1-й бронетанковой дивизии. Затем полк вернулся на переподготовку в Мену (Каир), как раз к Дню святого Патрика.
В июле 1941 года 8-й гусарский полк на танках Stuart входил в состав 4-й бронетанковой бригады в рамках операции «Крестоносец». Во время трехдневного сражения за аэродром Сиди-Резег полк сформировал бокс-легер на время ночного затишья в бою с остальными частями бригады 22 ноября (поскольку ни одна из сторон не имела приборов ночного видения, бой обычно прекращался в сумерках). Ночью этот отряд был обнаружен 15-й немецкой танковой дивизией, и в ходе последовавшего боя у ирландских гусар осталось всего 4 танка «Стюарт», пригодных к бою; 35 были захвачены или уничтожены. В Каире полку выдали 32 новых «Стюарта», и под командованием майора Сэндбаха полк вернулся в бой. 1 декабря, чтобы помочь силам ANZAC, полк снова атаковал «по-кавалерийски» у Сиди-Резег, и хотя действия были успешными, майор Сэндбах был убит. Командование перешло к майору Филлипсу. После переформирования и притока новобранцев в Бени-Юсеф 8-й гусарский полк был временно переформирован в бронеавтомобильный полк, но до начала боевых действий на них были получены новые танки.
Эскадроны A и B на грантах и эскадрон C на стюартах, все под командованием подполковника Джеральда «Смэша» Килкелли. Вновь войдя в состав 4-й бронетанковой бригады, с которой она служила во время боёв в Газале в мае и июне 1942 года, понеся большие потери в битве при Найтсбридже, в которой майор Хакетт был тяжело ранен, а полковник Килкелли попал в плен, а также в боях при Бардии и Бир Хашейме. 8-й полк упорно сражался в смешанных порядках с 4-м ситилондонским йоменским полком (потери привели к сокращению численности обоих полков), прежде чем был вынужден отступить вместе с остатками 8-й британской армии в Эль-Аламейн. В июне остатки полка под командованием подполковника «Кьюти» Гоулборна передали один эскадрон своим будущим партнёрам, 4-му гусарскому полку (Queen’s Own Hussars), сформировав временный 4-й/8-й гусарский полк. Бригада, включающая 8-й и 4-й/8-й полки, столкнулась с массированным натиском противника у Алам-Хальфы, разгромив его. Они помогали прорывать минные поля во Второй битве при Эль-Аламейне, а затем в течение трёх недель участвовали в преследовании. Затем полк совершил короткий переход на Кипр, после чего вернулся в Англию.

#### Европа
По возвращении из Северной Африки полк был перевооружен на танки «Кромвель» и прошел переподготовку в лагере Вест-Тофтс близ Тетфорда в Норфолке. В ноябре 1943 года 8-й гусарский стал механизированным разведывательным полком 7-й бронетанковой дивизии. 9 июня 1944 года они находились на борту конвоя, который в 11 часов утра покинул причал Бампер в Госпорте и направлялся к пляжам Нормандии. Задержавшись на несколько дней из-за плохой погоды, они высадились в Ле-Хамеле на Голд-Бич и остановились в Соммервьё близ Байё департамента Кальвадос. Почти сразу же они начали действовать, неся потери на перекрестке Гранвиль, в Ливри, в боях вокруг Виллер-Бокажа. С 11 по 30 июня 8-й гусарский полк участвовал в наступлении через Бокаж вместе с 22-й бронетанковой бригадой.
Они участвовали в действиях против 2-й танковой дивизии, причем 8-я британская армия вывела свою дивизию с плацдарма. 30 июня они передали свои позиции танкам 2-й бронетанковой дивизии США и отошли для отдыха и ремонта танков. Они также вели тяжёлые бои в районе Брикессара, принимали активное участие в операции «Гудвуд» и ряде других мелких боёв. 8-я армия оттесняла немецкие войска всё дальше и дальше назад, участвуя в операциях по закрытию Фалезского котла, неся большие потери в людях и танках. Усиленные эскадроном Нортгемптонширского йоменского полка, они продвигались через Францию, прорывались в Нидерланды, 11 сентября 1944 года пересекли границу Бельгии, 23 сентября вошли в Нидерланды, заняли позиции в Синт-Уденроде (возле г. Эйндховена) и, наконец, вышли к Рейну, ведя по пути тяжёлые бои у Сен-Поля, Недер-Рейна и Мааса.
После зимовки на Маасе и некоторого времени, проведённого в качестве пехоты для поддержки Стрелковой бригады во второй половине 1944 года, полк выкрасил свои машины в белый цвет (включая недавно приобретённые версии Sherman Firefly с их эффективными 17-фунтовыми пушками и танки Chaffee recce) и приготовился поддержать контратаку против немецкого наступления в Арденнах. В итоге этого не произошло, и ирландские гусары продолжили свое продвижение по территории Нидерландов, встречая сопротивление. В этот момент полковник Гоулдберн сменил подполковника Десмонда Фицпатрика из Королевских драгун, а майор Уингейт Чарльтон DSC (ранее служивший в Арабском легионе с «Глабб» пашой) стал вторым командиром. В апреле 1945 года 8-й перешел реку Везер, освободив лагерь военнопленных в Фаллингбостеле, после чего закончил войну вблизи Гамбурга. 7 июля 1945 года полк отправился в Берлин, чтобы принять участие в праздновании Победы — это был 2-й старший полк Британской армии на параде. Полк оставался в Итцехо, Германия, в течение года, а затем переместился к голландской границе, чтобы помочь в обеспечении внутренней безопасности и выполнении оккупационных обязанностей.

### Корейская война
В 1948 году 8-й гусарский полк вернулся в Лестершир, а в 1950 году был переведён в лагерь Тидворт в качестве части стратегического резерва, но когда началась Корейская война, их отправили в составе 29-й отдельной бригады под командованием подполковника Уильяма Лоутера (барта). Пройдя тренировки, чтобы ознакомиться с танками Centurion MkIII, они отплыли из Саутгемптона в Корею на судне HMT Empire Fowey 11 октября 1950 года и причалили в Пусане 14 ноября. Достигнув фронта к северу от Пхеньяна, все эскадроны затем были вынуждены отступать, перегруппировавшись на реке Хан. В начале 1951 года разведывательный взвод участвовал в боевых действиях на реке Хан в районе, известном как «Долина Компо», и имел двадцать три солдата убитыми или пропавшими без вести. Во время этих действий один танк Cromwell был захвачен китайцами и через несколько дней подбит огнём гусарских «Центурионов». Капитан Дональд Льюис Эстли-Купер, командовавший разведвзводом, собрал из танков Cromwell, заимствованных у 7 RTR, отряд, известный как Cooper Force, который оказал помощь тяжело наступавшим Royal Ulster Rifles, которые со 2 января находились под ударами превосходящих сил противника.
В последний раз Эстли-Купера видели, когда он снимал свой заваренный «Кромвель» и убегал с погрузчиком. Дальнейшая его судьба неизвестна. В феврале силы ООН перешли в наступление и помогли «глостерам» захватить холм 327. К апрелю 1951 года патрули прощупывали севернее реки Имджин, казалось, без сопротивления, пока 22 апреля 1951 года массированная атака противника не начала битву за реку Имджин. Во время затишья было решено перебросить 8-й полк обратно в Великобританию. Эскадроны A и B вместе с полковым штабом (RHQ) уже достигли японского города Куре, когда началось весеннее наступление китайцев, и были немедленно отправлены обратно в Корею. Эскадрон C, которым сначала командовал одноглазый ветеран капитан Питер Ормрод, а затем майор Генри Хут (прилетевший из Японии), был оставлен для выполнения задач, поставленных перед гусарами, в одиночку. Танковые войска под командованием капитана Ормрода, капитана Мюррея, лейтенанта Боялла, лейтенанта Джона Херста и лейтенанта Рэдфорда в течение нескольких дней вели бои с атакующими китайцами, пытаясь предотвратить потерю важных высот, обороняемых «глостерами», нортумберлендскими фузилёрами и королевскими ольстерскими стрелками. 8-я бригада была вынуждена совершить несколько вылазок на захваченные позиции, чтобы спасти пехотинцев, отрезанных наступающей китайской пехотой. Бои были ожесточёнными:
Танки капитана Ормрода пробивались по последнему кругу долины сквозь толпы китайцев. По оценкам, их было ещё две тысячи, они спускались по западным склонам холмов с высот, где их удерживали весь день. Центурионы пробивались вперед, сминая врага под своими гусеницами. Сержант Кэдман обнаружил китайца, который бился о его башню, чтобы попасть внутрь, и направил танк прямо в стену дома, чтобы отбросить его, а затем переехал пост M.G. у дороги. Корнет Веннер, который проявлял большую доблесть на всех этапах дневного боя, потерял свою разведывательную машину, но вывел из беды одного Центуриона и сам спасся, получив ранение. Капитан Ормрод был ранен гранатой в голову. Три взвода пехоты внезапно появились в парадном строю из русла реки — и были разнесены в пух и прах последними боеприпасами танков. Некоторые танки вышли на рисовое поле и разносили коммунистов, прижавшись к каждому берегу. Обстрел бил непрерывным железным дождём по внешней стороне танков, и лишь небольшая часть пехоты на вершине выжила в этой смертельной поездке. Танки вышли из долины, чтобы увидеть, как бельгийцы покидают свой гребень, который весь день охранял этот южный проход.
Ричард Напьер (командир танка, участвовавшего в сражении) в своей книге «От лошадей до вождей» вспоминает: «Примерно через три часа непрерывной стрельбы стволы моего пулемёта потребовали замены; система отдачи была настолько горячей, что не срабатывала, а мой заряжающий/оператор Кен Холл потерял сознание от непрерывной тяжёлой работы и дыма».
Напьер рассказывает, как, не имея возможности применить оружие, он отступил, позволив пехотинцам пересесть на свой танк. Китайцы проникли к ним в тыл и столпились вокруг них, стреляя по пехотинцам на танке. Экипаж стал бросать гранаты из люков в массу китайской пехоты. Однажды танки «Центурион» 8-го полка были завалены китайскими солдатами, которые пытались открыть люки, чтобы бросить внутрь гранаты. В ответ ирландские гусары развернули башни своих танков друг к другу и «поливали» врага из пулемётов BESA. По возвращении на британскую линию было сказано, что эти танки «были красными от крови мёртвых китайцев», так как танки переехали несколько китайцев и (по случайности) несколько британцев. С окончательным выводом эскадрона «С» бой был закончен, последние выстрелы сделал майор Хут. Эскадрон «С» разделился на две части: одна под командованием майора Хута поддерживала нортумберлендских фузилёров с одним отрядом, направленным к «глостерам», другая под командованием капитана Страхана поддерживала королевских ольстерских стрелков. Они удерживали свои позиции в течение двух дней в ожидании новых китайских атак, которые так и не последовали, после чего отошли в Сеул. Майор Генри Хут получил орден «За выдающиеся заслуги» за участие в боях на реке Имджин, а капитан Питер Ормрод — Военный крест.
«Именно в битве при реке Имджин в апреле 1951 года центурионы 8-го гусарского полка завоевали неизгладимую славу, когда их танки героически прикрывали отход 29-й бригады перед лицом ошеломляющего весеннего наступления китайцев».

### Объединение
С 1952 по 1958 год 8-й Его Величества королевский ирландский гусарский полк был размещён в Люнебурге, наслаждаясь длительным периодом мира. В Белой книге по обороне 1957 года 8-й гусарский полк был запланирован к сокращению. В 1958 году полк был объединён с 4-м королевским гусарским полком, образовав Её Величества королевский ирландский гусарский полк.

## Полковой музей
В 2018 году полковая коллекция переехала в новое здание в Уорике, известное как «Тринити Мьюз».

## Боевая слава
За время своего существования 8-й гусарский полк получил множество надписей на знамени (гидоне) о проведённых сражениях. По традиции только 40 из этих наград были изображены на полковом гидоне (знамени для лёгкой кавалерии). Боевая награда Hindoostan была вручена в 1825 году за заслуги в период 1802—1822 годов, включая Вторую и Третью англо-маратхские войны.
- Ранние войны: Leswaree, Hindoostan, Alma, Balaklava, Inkerman, Sevastopol, Afghanistan 1879-80, South Africa 1900-02
- Первая мировая война: Givenchy 1914, Somme 1916; 1918, Cambrai 1917; 1918, Bapaume 1918, Rosieres 1918, Amiens 1918, Albert 1918, Beaurevoir, Pursuit to Mons, France and Flanders 1914—1918
- Вторая мировая война: Villers Bocage, Mont Pincon, Dives Crossing, Nederrijn, Best, Lower Maas, Roer, Rhine, North-West Europe 1944-45, Egyptian Frontier 1940, Sidi Barrani, Buq Buq, Sidi Rezegh 1941, Relief of Tobruk 1941, Gazala, Bir el Igela, Mersa Matruh, Alam el Halfa, El Alamein, North Africa 1940-42,
- Корейская война: Seoul, Hill 327, Imjin, Kowang-San, Korea 1950-51